# Chironomus ochrocoma
Chironomus ochrocoma är en tvåvingeart som beskrevs av Jean-Jacques Kieffer 1922. Chironomus ochrocoma ingår i släktet Chironomus och familjen fjädermyggor.
Artens utbredningsområde är Tyskland. Inga underarter finns listade i Catalogue of Life.